# Cinitogomphus
Cinitogomphus is een geslacht van libellen (Odonata) uit de familie van de rombouten (Gomphidae).

## Soorten
Cinitogomphus omvat 1 soort:
- Cinitogomphus dundoensis (Pinhey, 1961)